# Begonia uruapensis
Espèce
Synonymes
- Begonia asteroides L.B.Sm. & B.G.Schub.[1]
- Begonia macrophylla Sessé & Moc.[1]
- Begonia uruapensis var. rosei L.B.Sm. & B.G.Schub.[1]

Begonia uruapensis est une espèce de plantes de la famille des Begoniaceae.
L'espèce fait partie de la section Quadriperigonia.
Elle a été décrite en 1890 par Martin de Sessé y Lacasta (1751-1808) et José Mariano Mociño (1757-1820).

## Répartition géographique
Cette espèce est présente au Mexique dans le Colima, le Guerrero, le Jalisco, le Michoacán, le Nayarit. 

## Liste des variétés
Selon Tropicos (23 février 2017) (Attention liste brute contenant possiblement des synonymes) :
- variété Begonia uruapensis var. rosei L.B. Sm. & B.G. Schub.
- variété Begonia uruapensis var. uruapensis